# Sten Lagerström
Sten Torbjörn Lagerström, född 30 september 1904 i Kungsholms församling i Stockholm, död 22 december 1985 i Västerleds församling i Stockholm, var en svensk boktryckare.
Han var son till boktryckare Hugo Lagerström och Ida Adamsky. Lagerström studerade vid Schartaus handelsinstitut 1923, studerade i England och Frankrike 1927-1929 och var disponent hos Bröderna Lagerström AB 1930-1960, ett bolag grundat av hans far Hugo Lagerström och dennes bror Carl Lagerström.
Lagerström var redaktör för Nordisk boktryckarekonst och Svensk grafisk årsbok, styrelseordförande i Skolan för bokhantverk sedan 1958, styrelseledamot i Grafiska institutet sedan 1944, i Svenska boktryckareföreningen 1949-1961, ledamot av SIS 1945-1966, yrkesndn för typografutbildningen 1947-1962, ordförande i Stockholms intendenturs befälsförening sedan 1966, sekreterare i Stockholms försvarssamfund sedan 1950, direktör i föreningen Svensk fackpress sedan 1964, ledamot i Näringslivets Opinionsnämnd sedan 1965. Han var kapten i intendenturkårens reserv. Bland hans skrifter märks Tryckteknik (1938), Tryckeriet av i dag (1945) och Bokens typografi (1950) samt artiklar i in- och utländsk fackpress; dessutom var han medarbetare i Hantverkets bok (avdelningen Boktryckarkonst).
Han gifte sig 14 november 1931 med Britta Martha Uppenberg, född 28 januari 1908 i Malmö Sankt Johannes församling, död 3 december 1984 i Västerleds församling, dotter till grosshandlaren Sigfrid Uppenberg och Olga Olsson. 